# Introdução da Negação
A introdução da negação é uma regra que diz que se um elemento antecedente implica tanto no consequente como na sua negação, significa que o antecedente é uma contradição.

## Notação Formal
Pode ser escrito como: {\displaystyle (P\rightarrow Q)\land (P\rightarrow \neg Q)\leftrightarrow \neg P}